# Montmélian
Cet article possède un paronyme, voir Montmeyan.
Montmélian (prononcé [mɔ̃.me.ˈljɑ̃]) est une commune française située dans le département de la Savoie, en région Auvergne-Rhône-Alpes.

## Géographie

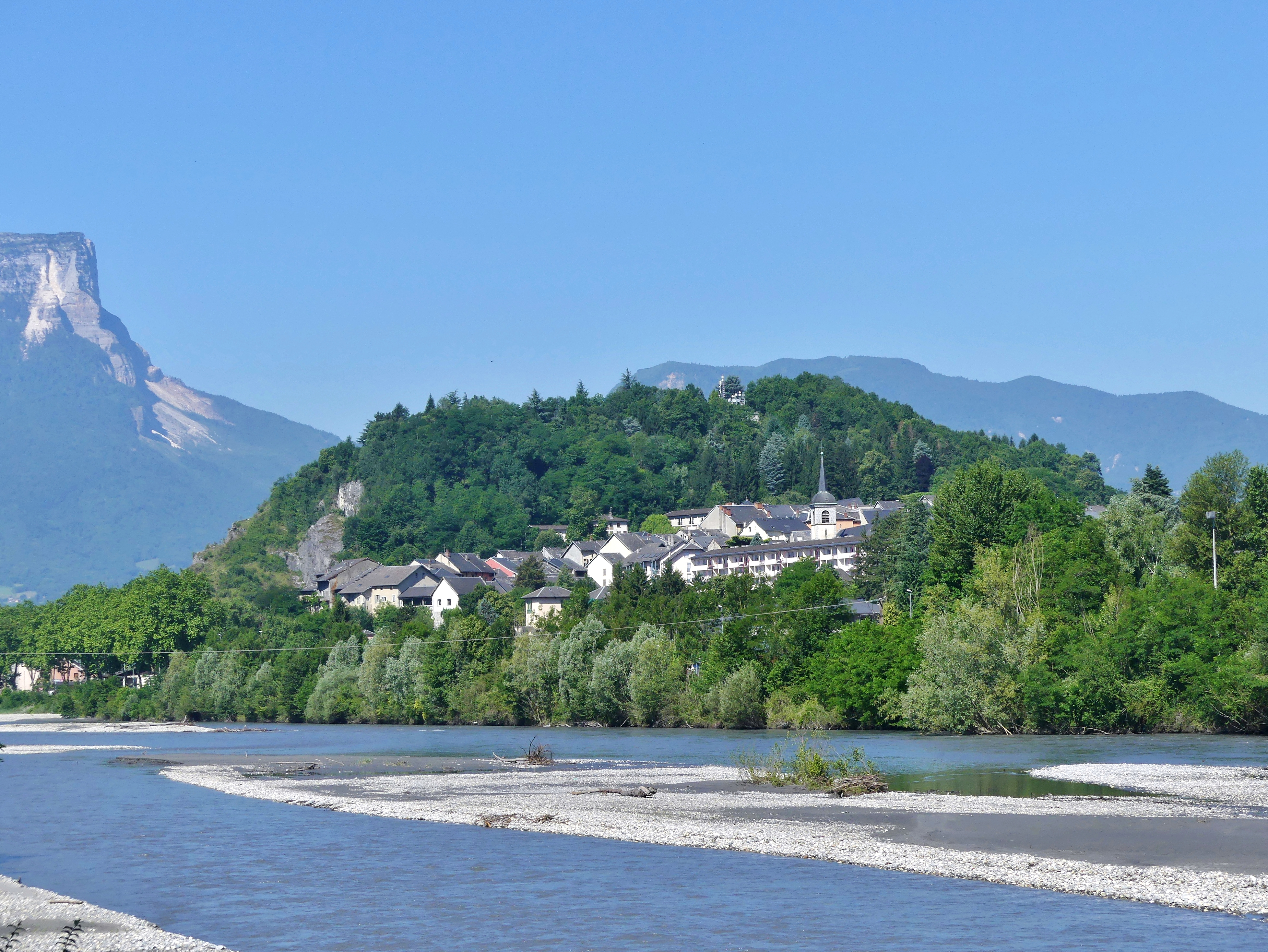
Installation historique de Montmélian, au pied du « Rocher » au bord de l'Isère.

### Localisation
Montmélian est une commune de la combe de Savoie, située à 10 km au sud-est de Chambéry, dans le département de la Savoie.
La commune est délimitée au sud par la rive droite de l'Isère et au nord par la Roche du Guet, sur le chaînon le plus méridional du massif des Bauges. Ainsi, l'altitude de Montmélian varie de 226 mètres dans la plaine de l'Isère à 1 200 m au sommet des Bauges.
Malgré la plaine qui caractérise la moitié sud de la commune, Montmélian possède sur son territoire un rocher, dit « Rocher de Montmélian », dont le sommet culmine à 350 m et sur lequel avait été bâti le château de Montmélian aujourd'hui disparu. Ce rocher, constitué de calcaire du Jurassique supérieur, aurait été détaché du chaînon des Bauges durant les plissements de l'ère tertiaire. Le secteur urbanisé de la commune contourne de nos jours le Rocher, à l'est au niveau de la ville historique de Montmélian, au nord au niveau de l'hôtel de ville et à l'ouest au niveau de Chavort. Seule la partie sud est moins urbanisée du fait du faible espace existant entre le pied du Rocher et l'Isère.

### Communes limitrophes
Montmélian compte 7 communes limitrophes, dont l’une située sur un quadripoint.
À l'est-nord-est se situe la commune d'Arbin, des coteaux du massif des Bauges jusqu'à l'Isère. Le quadripoint se situe à l'est de Montmélian et concerne la commune de Planaise. La majeure partie de la limite sud, matérialisée par l'Isère, est partagée avec La Chavanne, puis avec Sainte-Hélène-du-Lac plus à l'ouest. La totalité de la limite occidentale de la commune est partagée avec Francin, de l'Isère jusqu'au sommet des Bauges. Enfin, au nord, Montmélian est limitrophe de la commune de La Thuile, commune située sur le versant opposé du massif, la limite suivant l'arête à son sommet.
| Porte-de-Savoie | La Thuile                           | Arbin                  |
| Porte-de-Savoie | Montmélian                          | Planaise (quadripoint) |
| Porte-de-Savoie | La Chavanne et Sainte-Hélène-du-Lac | La Chavanne            |

### Voies de communication et transports

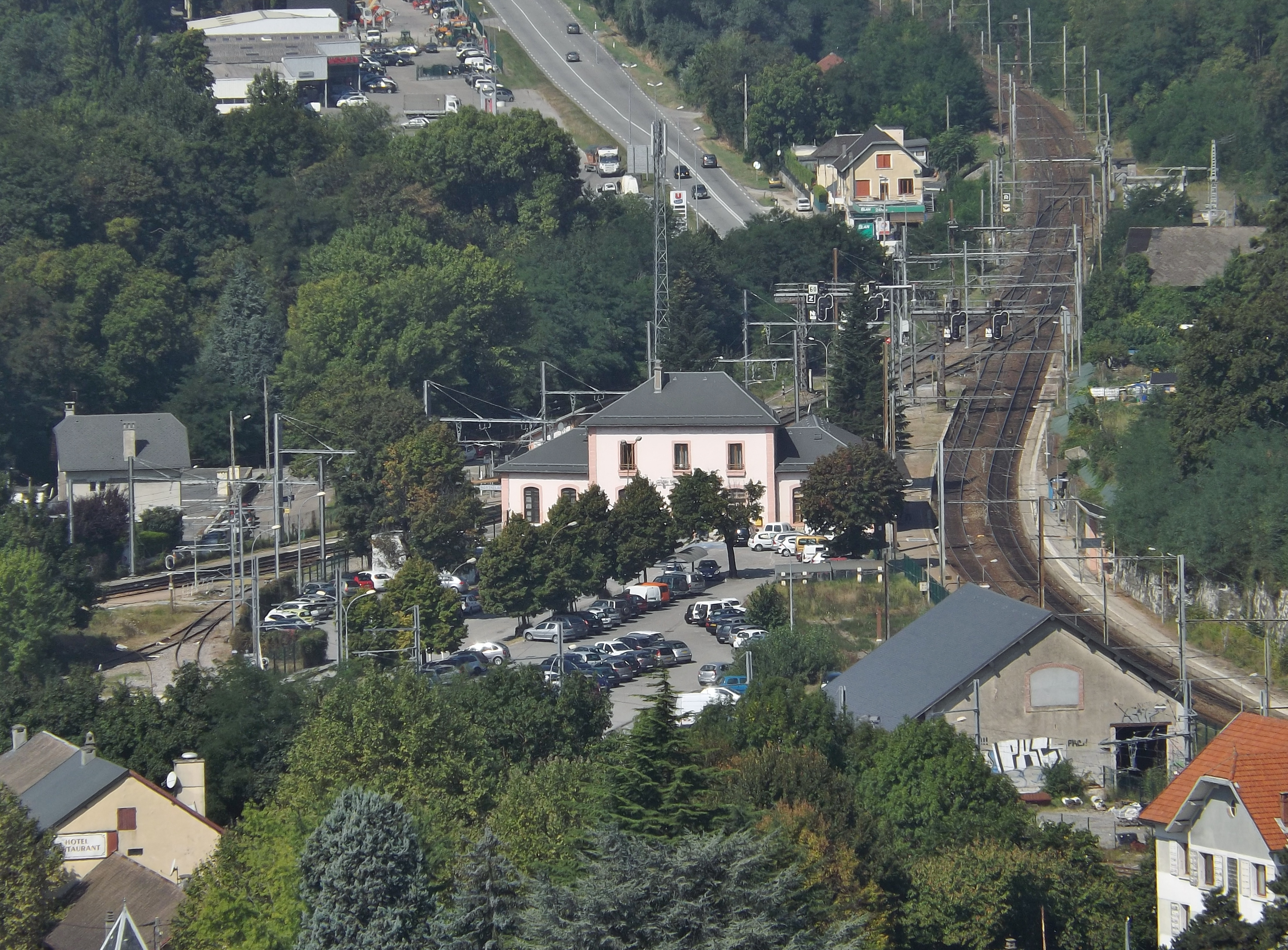
Gare de Montmélian, jonction des lignes venant de Grenoble et de la Maurienne.

La commune de Montmélian est traversée par l'ancienne Route nationale 6 de Paris à l'Italie par le col du Mont-Cenis, devenue Route départementale 1006. Un contournement aménagé à l'ouest de la commune en venant de Chambéry permet à cet axe structurant d'éviter la traversée du centre-ville en rejoignant la rive droite de l'Isère, qu’elle longe jusqu'à sa sortie de Montmélian et puis au-delà jusqu'au pont Royal à Chamousset.
En matière de transport ferroviaire, la commune est traversée par la ligne de Culoz à Modane (frontière) dite « ligne de la Maurienne ». Arrivant de Chambéry à l'ouest, cette ligne à double voie électrifiée longe le pied des Bauges au nord du secteur urbanisé. Montmélian est par ailleurs la dernière commune desservie par la ligne de Grenoble à Montmélian, également ligne à double voie électrifiée arrivant de Grenoble au sud. La jonction des deux lignes s'effectue à la limite ouest de la commune et marque l'emplacement de la gare de Montmélian, gare de bifurcation permettant ainsi un accès à chacune des lignes avec deux quais extérieurs et un quai central. La gare est desservie par des TER Auvergne-Rhône-Alpes reliant Chambéry (puis au-delà Lyon, Aix-les-Bains et Annecy), Grenoble (et au-delà Valence) et enfin les vallées alpines de la Tarentaise et de la Maurienne.
La commune de Montmélian possède également un réseau de transports en commun avec le réseau de bus Mont'Bus : une ligne régulière dans Montmélian et une ligne de transport à la demande vers Chambéry et Challes-les-Eaux.

### Climat
Pour des articles plus généraux, voir Climat d'Auvergne-Rhône-Alpes et Climat de la Savoie.
En 2010, le climat de la commune est de type climat des marges montargnardes, selon une étude du Centre national de la recherche scientifique s'appuyant sur une série de données couvrant la période 1971-2000. En 2020, Météo-France publie une typologie des climats de la France métropolitaine dans laquelle la commune est exposée à un climat de montagne ou de marges de montagne et est dans la région climatique Alpes du nord, caractérisée par une pluviométrie annuelle de 1 200 à 1 500 mm, irrégulièrement répartie en été.
Pour la période 1971-2000, la température annuelle moyenne est de 11,3 °C, avec une amplitude thermique annuelle de 19,2 °C. Le cumul annuel moyen de précipitations est de 1 139 mm, avec 9,5 jours de précipitations en janvier et 8,3 jours en juillet. Pour la période 1991-2020, la température moyenne annuelle observée sur la station météorologique installée sur la commune est de 12,4 °C et le cumul annuel moyen de précipitations est de 987,3 mm,. Pour l'avenir, les paramètres climatiques de la commune estimés pour 2050 selon différents scénarios d'émission de gaz à effet de serre sont consultables sur un site dédié publié par Météo-France en novembre 2022.
| Mois                                  | jan.          | fév.           | mars          | avril         | mai           | juin         | jui.          | août          | sep.          | oct.          | nov.           | déc.           | année      |
| ------------------------------------- | ------------- | -------------- | ------------- | ------------- | ------------- | ------------ | ------------- | ------------- | ------------- | ------------- | -------------- | -------------- | ---------- |
| Température minimale moyenne (°C)     | −0,7          | −0,1           | 2,8           | 6,5           | 10,1          | 13,8         | 15,3          | 14,7          | 11,7          | 8,1           | 3,2            | −0,1           | 7,1        |
| Température moyenne (°C)              | 3             | 4,3            | 8,2           | 12,6          | 15,9          | 19,9         | 22            | 21,1          | 17,6          | 13,2          | 7,4            | 3,4            | 12,4       |
| Température maximale moyenne (°C)     | 6,6           | 8,7            | 13,6          | 18,8          | 21,6          | 26           | 28,6          | 27,4          | 23,5          | 18,4          | 11,7           | 7              | 17,7       |
| Record de froid (°C) date du record   | −12 11.01.10  | −13,3 05.02.12 | −7,8 01.03.05 | −3,9 08.04.21 | 0,6 07.05.19  | 4,4 01.06.06 | 8,3 25.07.11  | 7,4 15.08.06  | 3,2 15.09.17  | −2,3 30.10.12 | −14,5 27.11.05 | −12,7 20.12.09 | −14,5 2005 |
| Record de chaleur (°C) date du record | 16,3 31.01.20 | 20,8 24.02.21  | 25,5 31.03.21 | 30 21.04.18   | 34,2 20.05.22 | 37 27.06.19  | 39,8 07.07.15 | 39,7 24.08.23 | 33,1 11.09.23 | 30,4 05.10.04 | 24,3 12.11.18  | 19,1 17.12.19  | 39,8 2015  |
| Précipitations (mm)                   | 92,2          | 63,7           | 82,1          | 60,8          | 99,5          | 84,6         | 81,5          | 92,9          | 59,8          | 74,9          | 87,8           | 107,5          | 987,3      |

## Urbanisme

### Typologie
Au 1er janvier 2024, Montmélian est catégorisée petite ville, selon la nouvelle grille communale de densité à sept niveaux définie par l'Insee en 2022.
Elle appartient à l'unité urbaine de Montmélian, une agglomération intra-départementale regroupant trois  communes, dont elle est ville-centre,,. Par ailleurs la commune fait partie de l'aire d'attraction de Chambéry, dont elle est une commune de la couronne,. Cette aire, qui regroupe 115 communes, est catégorisée dans les aires de 200 000 à moins de 700 000 habitants,.

### Occupation des sols
L'occupation des sols de la commune, telle qu'elle ressort de la base de données européenne d’occupation biophysique des sols Corine Land Cover (CLC), est marquée par l'importance des forêts et milieux semi-naturels (44,7 % en 2018), en diminution par rapport à 1990 (46,3 %). La répartition détaillée en 2018 est la suivante : 
forêts (28,9 %), zones urbanisées (24,9 %), milieux à végétation arbustive et/ou herbacée (15,8 %), cultures permanentes (12,3 %), zones industrielles ou commerciales et réseaux de communication (11 %), terres arables (5,5 %), eaux continentales (1,6 %).
L'IGN met par ailleurs à disposition un outil en ligne permettant de comparer l’évolution dans le temps de l’occupation des sols de la commune (ou de territoires à des échelles différentes). Plusieurs époques sont accessibles sous forme de cartes ou photos aériennes : la carte de Cassini (XVIIIe siècle), la carte d'état-major (1820-1866) et la période actuelle (1950 à aujourd'hui).

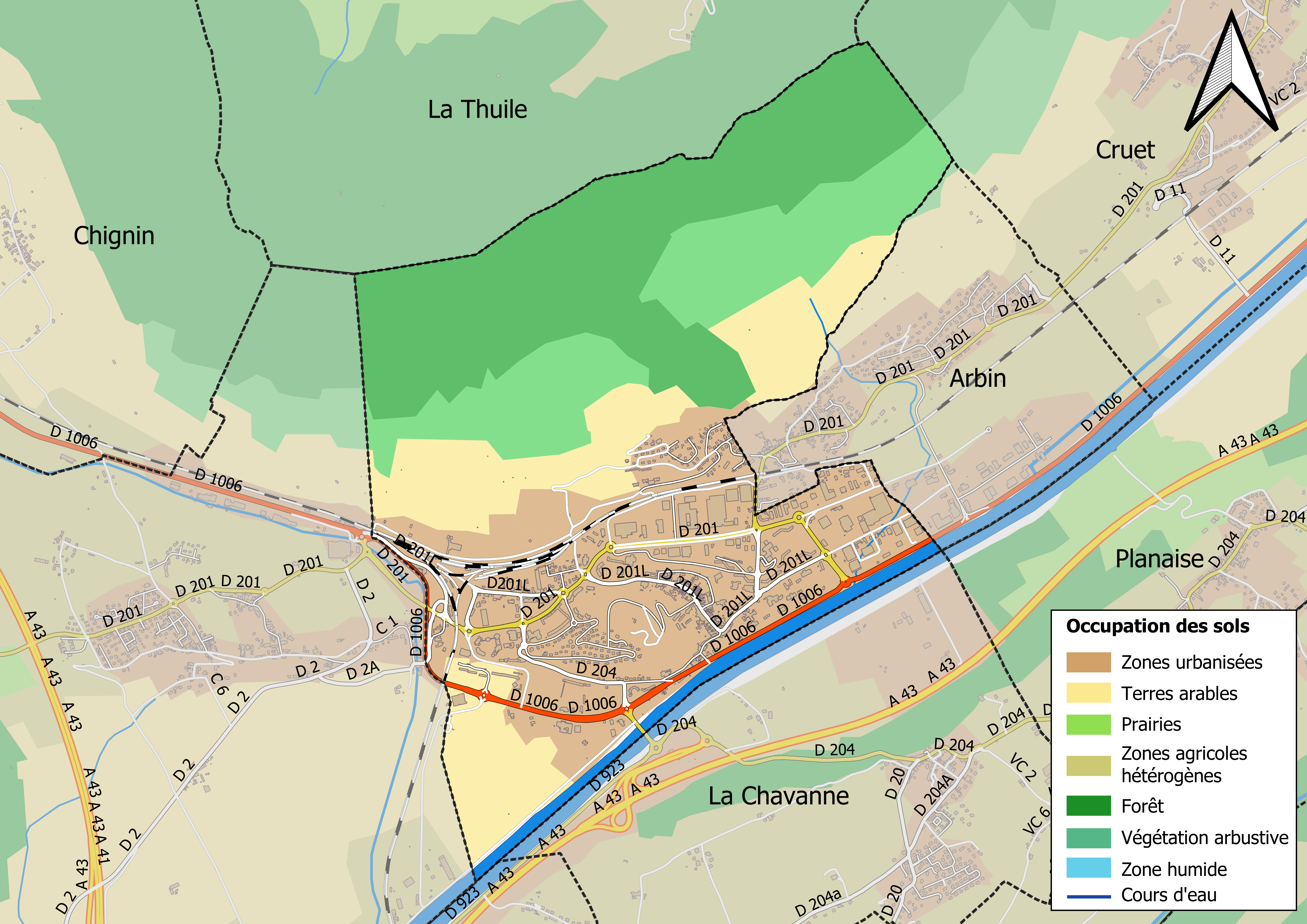
Carte des infrastructures et de l'occupation des sols en 2018 (CLC) de la commune.
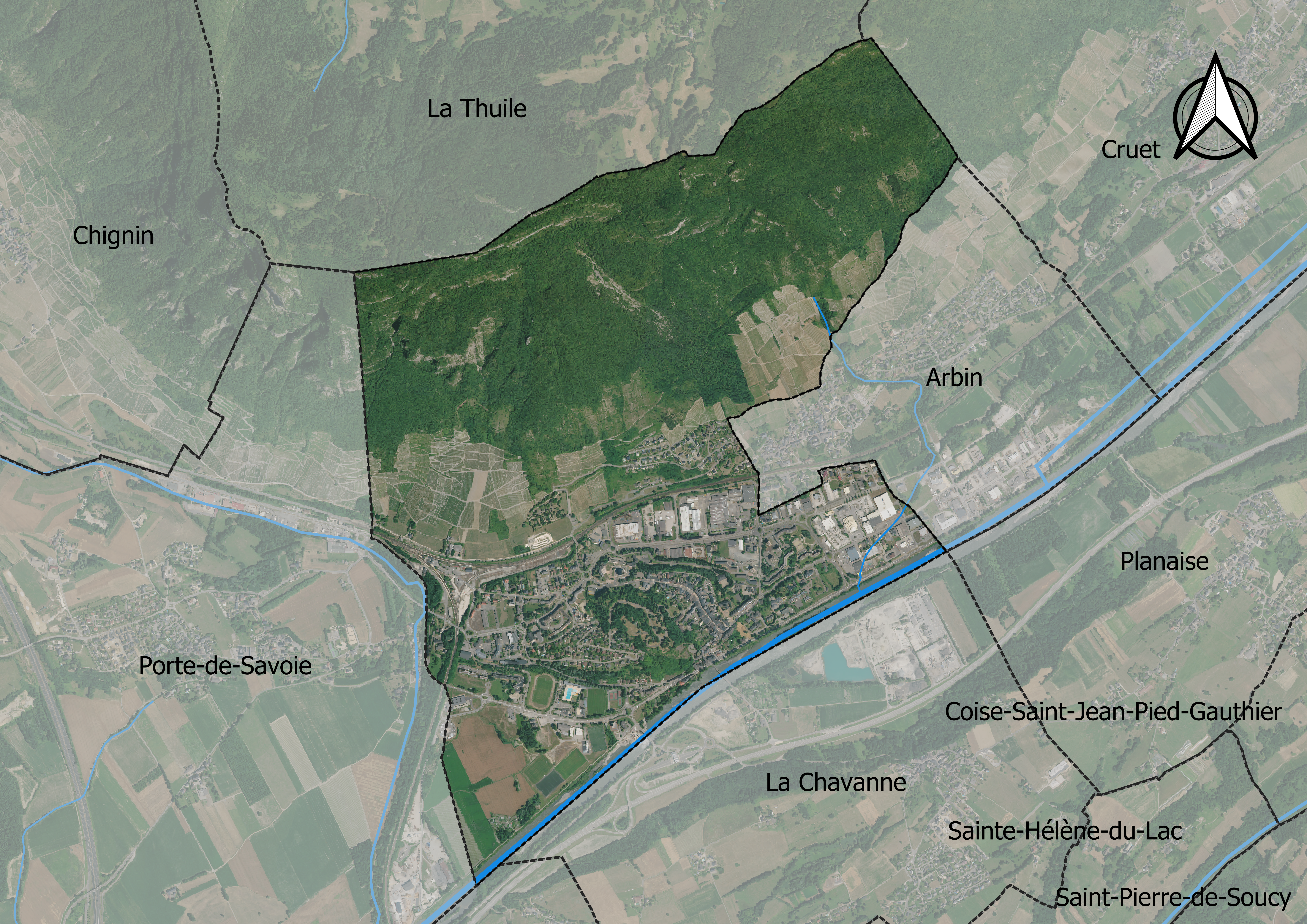
Carte orthophotogrammétrique de la commune.

## Toponymie
Le toponyme de Montmélian est composé de mons, dérivé de *men- désignant un « être saillant », correspondant à un mont, une montagne ou encore une colline, et de meillan, mélian, dérivé du nom gaulois Mediolanon, qui signifie un « plein centre, centre sacré »,. Il semble cependant que le second élément du toponyme ne fasse pas l'unanimité chez les spécialistes.
Le lieu est mentionné dès le XIe siècle sous différentes graphies Meiolanum (1014), Miolano (1080), Meolano (1081), in castro Mediolano (1083) voire encore Mediolani,. Au siècle suivant, sont mentionnées Villa Meiolanis (1100) et  Miolano (1189),. Le nom de la paroisse est attesté sous les formes Monmelianum et Mons Emelianus au XIIe siècle, on trouve également Myolanis (1214), Miolan (1218) et Moylans (1224),. En 1488, la graphie est Miolanum, et en 1850 Montmeillan.
En francoprovençal, le nom de la commune s'écrit Monmélyan (graphie de Conflans) ou Montmèlyan (ORB).

## Histoire

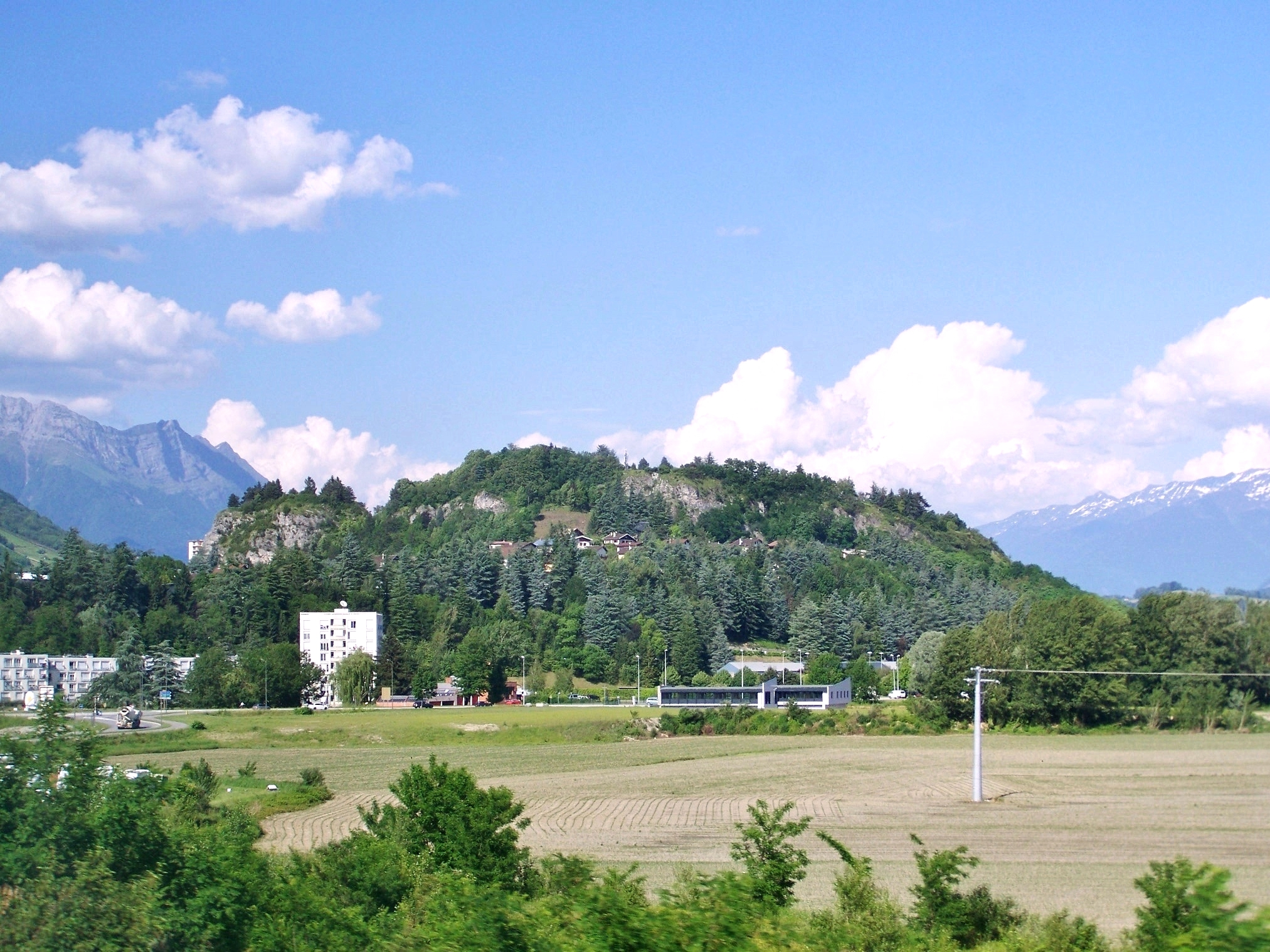
Rocher de Montmélian.

### Antiquité et Haut Moyen Âge
Sous l'antiquité, la voie romaine qui venait de Mediolanum (Milan), passait a Augusta prætoria (Aoste), allait a Vienna (Vienne) Isère passait à proximité, ainsi que la voie la reliant à la ville de Lemnicum (Chambéry). Certains historiens pensaient que la station Mantala, située à égale distance entre Lemnicum et Ad publicanos (Conflans), correspondait au site de Montmélian, mais Grillet a démontré qu'il s'agissait d'une erreur (p. 111).

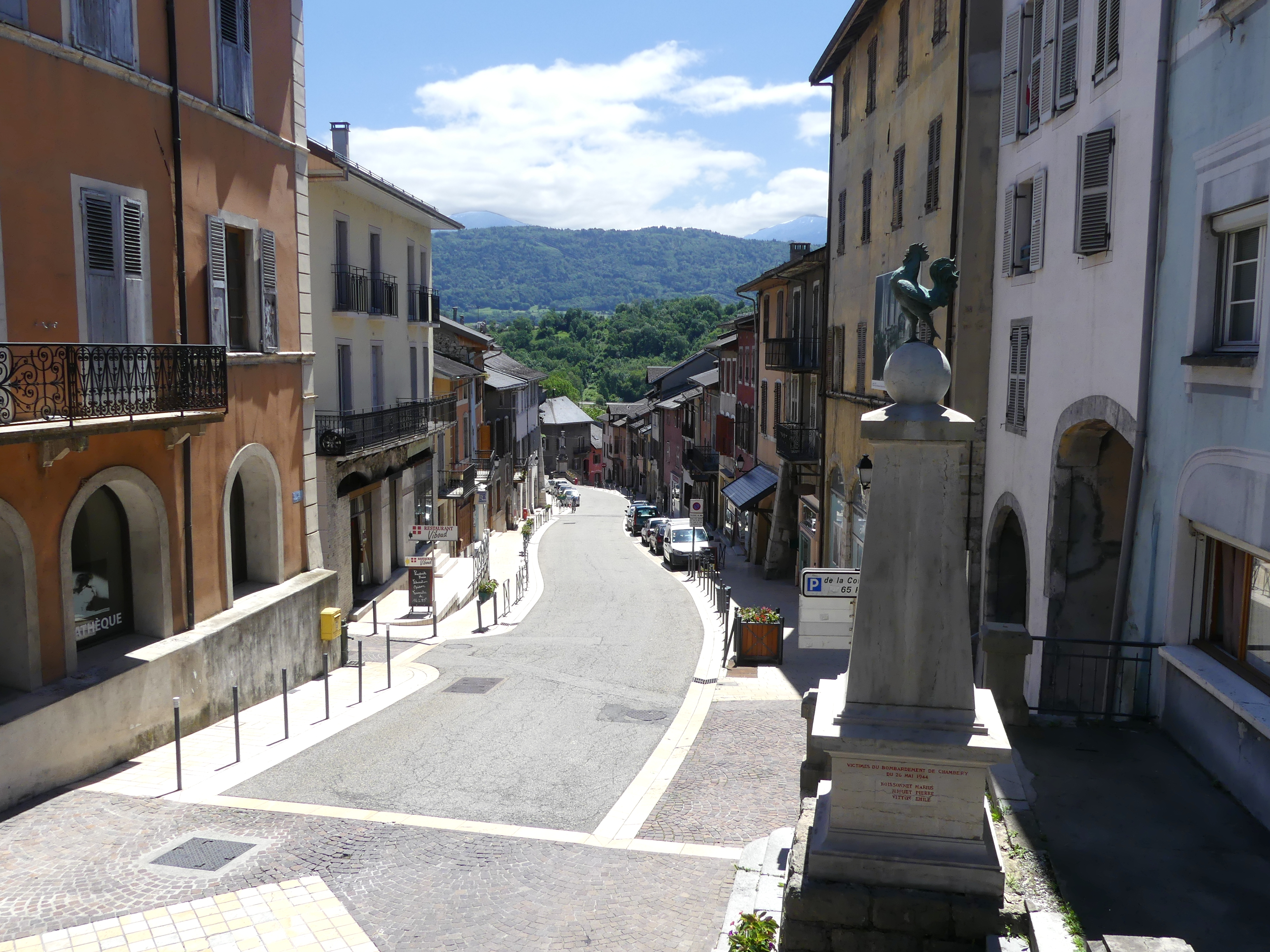
Rue François-Dumas.

Dans la deuxième moitié du Ve siècle, les Burgondes occupent la Sapaudia, puis ce sont les Francs qui s'y installent. La Sapaudia se divise en pagi dont celui qui nous intéresse ici la pagi Savogensis (futur Savoie Propre). Montmélian en devient rapidement, du fait de sa situation, le chef-lieu. En effet, le site accueille une citadelle moyenâgeuse, point stratégique dans la Combe de Savoie, entre les marches dauphinoises, la cluse chambérienne, et en aval des vallées intra-alpines de Maurienne et de Tarentaise, et au-delà l'Italie. L'importance qu'il revêt s'illustre par les tentatives dauphinoises de 1142 et 1154 de prendre la citadelle, mais repoussées par les Savoyards.

### Bas Moyen Âge

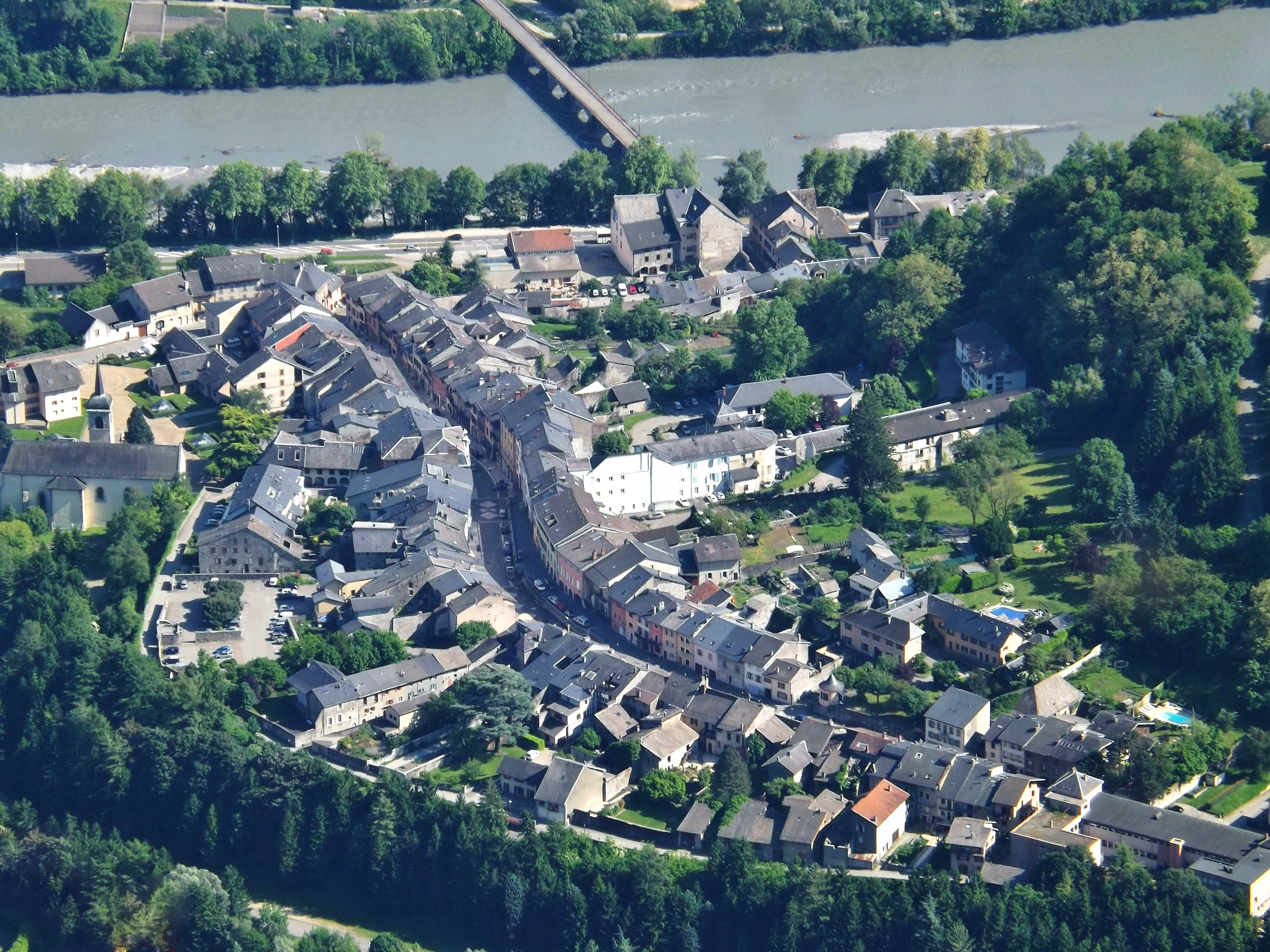
Partie ancienne de Montmélian, proche de l'Isère et du pont Morens.

D'après Michèle Brocard, le premier châtelain fut un certain « seigneur Aymon de Pierre-Forte, qui parait être un neveu de Humbert aux Blanches Mains », officier de Bourgogne.
Les comtes Amédée III de Savoie et Amédée IV, tout comme son frère Thomas II de Piémont, y sont nés. Amédée IV confirme d'ailleurs les franchises obtenues par la ville et lui donne un code municipal en 1223,. Possession de la famille de Bertrand qui cède les droits et la juridiction le 5 avril et 7 mai 1272. Entretemps, le comte Pierre II de Savoie a consolidé les fortifications. En effet, situé à un carrefour majeur, la localité constitue au XIIIe siècle le principal lieu de péage et d'étape de l'itinéraire transalpin permettant de gagner l'Italie depuis la France, ce qui fit sa fortune. Humbert Mareschal vend, en 1277, le pont et le péage de Montmélian au comte de Savoie, Philippe Ier

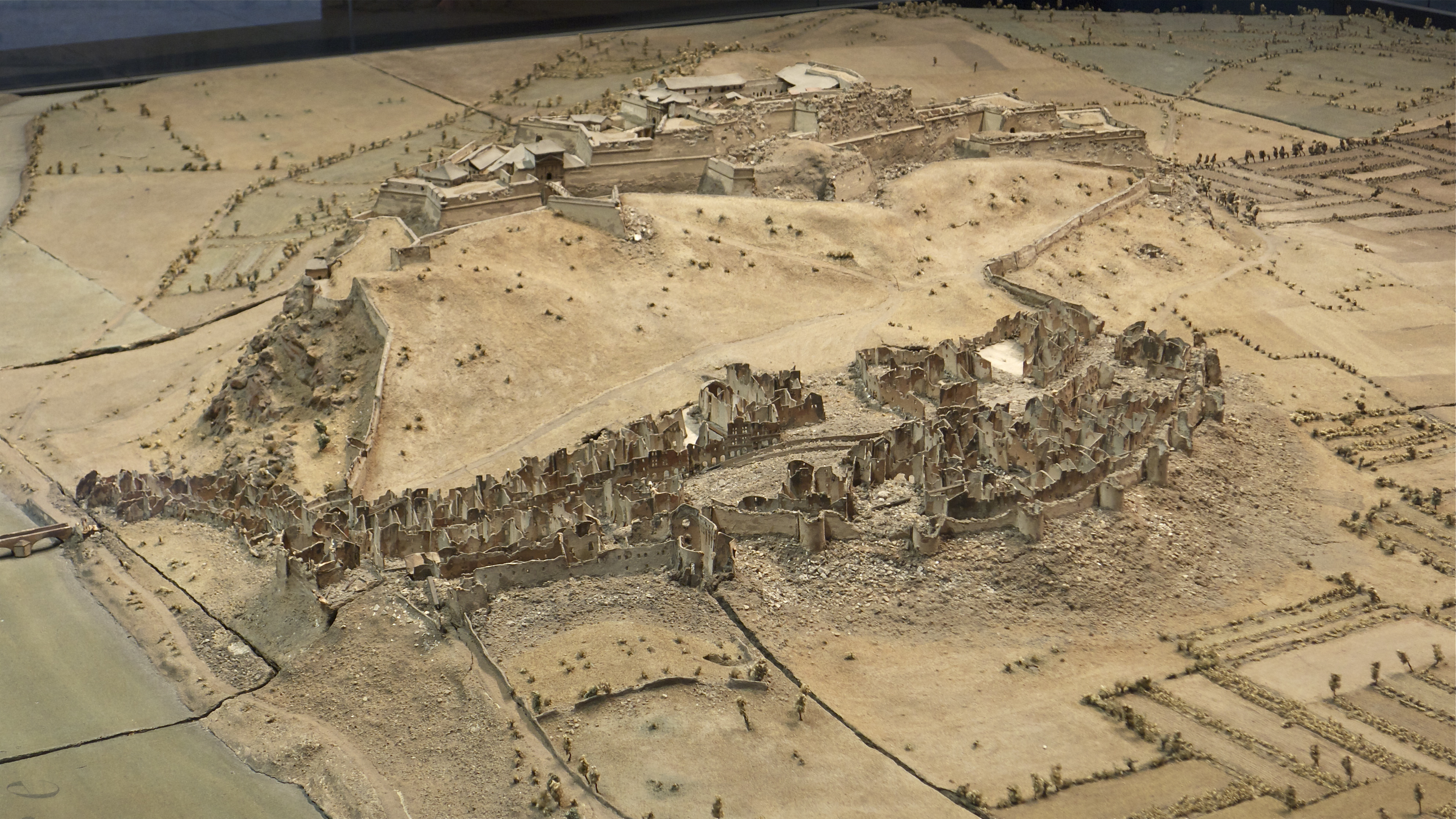
Montmélian en ruine après sa prise par les Français en 1691.

Il faut attendre 1553, pour que les troupes françaises de François Ier prennent la cité à la suite de la soumission rapide de son gouverneur. Henri II fortifie encore le site, craignant l'arrivée par les hautes-vallées des troupes espagnoles.

### Période moderne
Le duc de Savoie récupère ce territoire en 1563, et dès 1578, il modernise la citadelle qui protège la ville.
Vingt-deux ans plus tard, Henri IV envahit la Savoie en 1600. Il fait assiéger la ville par Sully qui dira qu'elle est « une merveilleusement forte place et la meilleure qu'il vit jamais. »,. Le 16 novembre, le comte de Baudis capitule rapidement au grand dam du duc Charles-Emmanuel Ier de Savoie, venu aider la citadelle. Vers 1835 le peintre Édouard Odier a représenté Henri IV sur un cheval blanc recevant cette reddition (château de Versailles). La chute de la citadelle de Montmélian oblige le duc à se retirer par le val d'Aoste et à abandonner cette partie des Alpes. Après la chute de Chambéry, le traité de Lyon est signé, du 17 janvier 1601, par lequel le duc de Savoie recouvre Montmélian et Chambéry, conserve le marquisat de Saluces mais perd le contrôle du Rhône et les terres allant jusqu'à Lyon, principalement la Bresse, le Valromey, le Bugey et le pays de Gex.
Mais les conflits entre la Savoie et la France perdurent, et en 1630 Louis XIII et Richelieu reprennent Chambéry le 17 mai assiègent Montmélian. Malgré un siège de treize mois, la citadelle commandée par Jaffré de Bens de Cavour ne capitule pas; Louis XIV l'assiègera également en 1691 et en 1701.
Prise, la citadelle est détruite en 1706, sur ordre du roi de France et le conseil de Vauban. La colline qui l'accueillait est aujourd'hui nue et elle est devenue un belvédère.

« Selon la Gazette (Renaudot) du 11 août 1691, la tranchée fut ouverte la nuit du 17 au 18 juillet 1691, devant la ville de Montmélian, à cinquante pas de la muraille, et on commença de la battre avec douze pièces de canon. Le 2 août, le Marquis d'Hoquincourt étant de jour, fut commandé avec deux-cents hommes pour aller se retrancher dans une église qui sert de clôture à la ville ; mais les ennemis s'y trouvèrent en si grand nombre, et firent un si grand feu, qu'il ne fut pas possible d'y réussir. Le 3 août, on mit deux pièces en batterie à la portée du pistolet du mur de cette église. Le 5 août, la ville se rendit par capitulation... Gazette du 18 août 1691 : La ville de Montmélian, après s'être défendue durant sept jours de tranchée ouverte, fit battre la chamade le 4 août, sur les quatre heures du soir, et se rendit suivant la capitulation réglée par le sieur de la Hoguette, Maréchal de camp qui en avait fait le siège. Il fut réglé que le lendemain 5 août, les habitants remettraient les portes de la ville aux troupes du Roy ; qu'ils auraient une trêve de quatre jours, durant laquelle toutes hostilités cesseraient, et que les habitants pourraient sortir avec leurs femmes et enfants, meubles et effets, pour se rendre en tel lieu qu'ils voudraient, de l'obéissance du duc de Savoie, sans aucun empêchement... On a perdu à ce siège environ soixante hommes... La nuit du 9 août 1691, on fit sauter les murailles et toutes les maisons de la ville. La garnison du château fit grand feu, mais sans effet.  (Jean-Pierre Boudet) »

## Politique et administration
La commune est membre de la Communauté de communes Cœur de Savoie. Elle appartient au Territoire du Cœur de Savoie, qui regroupe une quarantaine de communes de la Combe de Savoie et du Val Gelon.

### Tendances politiques et résultats
La ville de Montmélian est une ville ancrée à gauche. Depuis la fin de la Seconde Guerre mondiale, la ville a élu trois maires, tous socialistes. De plus, lors des autres élections, qu'elles soient nationales ou locales, la ville a toujours choisi le candidat socialiste.
À l'élection présidentielle de 2007, l'abstention a été de 13,21 %. Lors du premier tour, la candidate socialiste Ségolène Royal a été placée en tête avec 29,56 %, suivie de Nicolas Sarkozy avec 25,22 % des suffrages. Au second tour, Ségolène Royal obtint 54,53 % des suffrages et Nicolas Sarkozy 45,47 %
Alors que la gauche et particulièrement le parti socialiste était en situation très défavorable au niveau national, ce ne sera pas le cas à Montmélian. En effet, lors des élections européennes de 2009, l'UMP a obtenu 27,88 % et le PS 16,48 % au niveau national. Or, pour ce scrutin, la ville n'a pas suivi la tendance nationale : le candidat socialiste de la circonscription Sud-Est, Vincent Peillon, a obtenu 32,08 % contre la candidate UMP Françoise Grossetête qui a obtenu 17,55 %.
En conclusion, il s'agit d'une tendance politique très paradoxale par rapport au département de la Savoie.
|                                   | 1er score | 1er score                                                | 2e score | 2e score                                            | Participation |
| Élections municipales de 2020     |           | 100 % pour Béatrice Santais (DVG)                        |          |                                                     | 33,16 %       |
| Élections départementales de 2021 |           | 77,68 % pour Jean-François Duc et Béatrice Santais (DVG) |          | 22,32 % pour Quentin Collier et Nadine Garcin (DVD) | 33,36 %       |
| Élections régionales de 2021      |           | 46,04 % pour Laurent Wauquiez (UD)                       |          | 37,87 % pour Fabienne Grebert (UG)                  | 35,58 %       |
| Élections européennes de 2019     |           | 24,56 % pour Jordan Bardella (FN)                        |          | 21,40 % pour Nathalie Loiseau (LREM)                | 50,85 %       |
| Élections législatives de 2022    |           | 54,86 % pour Émilie Bonnivard (LR)                       |          | 34,18 % pour Nathalie Krawezynski (NUP)             | 42,29 %       |
| Élection présidentielle de 2022   |           | 53,57 % pour Emmanuel Macron (LREM)                      |          | 45,14 % pour Marine Le Pen (RN)                     | 71,69 %       |

### Liste des maires
| Période                                  | Période             | Identité           | Étiquette          | Qualité |
| ---------------------------------------- | ------------------- | ------------------ | ------------------ | --- |
| 1805                                     | 1806                | Pichon             |                    | |
| Les données manquantes sont à compléter. |                     |                    |                    | |
| 1860                                     | 1874                | François Bel       |                    | Avocat puis juge Conseiller général du canton de Montmélian (1860 → 1886) |
| Les données manquantes sont à compléter. |                     |                    |                    | |
| 1878                                     | 1888                | François Bel       | Union républicaine | Avocat puis juge Député de la Savoie (1876 → 1885) Conseiller général du canton de Montmélian (1860 → 1886) Président du conseil général de la Savoie (1874 → 1886) |
| Les données manquantes sont à compléter. |                     |                    |                    | |
| 1910                                     | 1929                | Dr. Francis Veyrat |                    | |
| 1929                                     | 1940                | Dr. Chevron        |                    | |
| 1940                                     | 1944                | Alexandre Ailloud  |                    | |
| Les données manquantes sont à compléter. |                     |                    |                    | |
| octobre 1947                             | 9 juin 1973 (décès) | Albert Serraz      | UDSR puis FGDS     | Architecte Conseiller général du canton de Montmélian (1949 → 1973) |
| 9 juin 1973                              | mars 2008           | Roger Rinchet      | PS                 | Retraité de l'Éducation nationale Sénateur de la Savoie (1977 → 1986 puis 1995 → 2004) Député de la 3e circonscription de la Savoie (1988 → 1993) Conseiller général du canton de Montmélian (1974 → 2001) Conseiller régional de Rhône-Alpes Président de la CC du Pays de Montmélian (2005 → 2008) |
| mars 2008                                | En cours            | Béatrice Santais   | PS                 | Retraitée de la fonction publique Députée de la 3e circonscription de la Savoie (2012 → 2017) Conseillère générale du canton de Montmélian (2004 → 2012) Présidente de la CC Cœur de Savoie (2014 → ) Réélue pour le mandat 2020-2026                                                                |
| Les données manquantes sont à compléter. |                     |                    |                    | |

### Ville jumelée
Höchst im Odenwald  (Allemagne) depuis 1966.
En 2016, Montmélian et Höchst ont fêté le 50e anniversaire de leur jumelage.

## Population et société

### Démographie
Ses habitants sont les Montmélianais.

L'évolution du nombre d'habitants est connue à travers les recensements de la population effectués dans la commune depuis 1793. Pour les communes de moins de 10 000 habitants, une enquête de recensement portant sur toute la population est réalisée tous les cinq ans, les populations de référence des années intermédiaires étant quant à elles estimées par interpolation ou extrapolation. Pour la commune, le premier recensement exhaustif entrant dans le cadre du nouveau dispositif a été réalisé en 2007.

En 2022, la commune comptait 4 041 habitants, en évolution de −1,87 % par rapport à 2016 (Savoie : +3,63 %, France hors Mayotte : +2,11 %).
| 1793 | 1800  | 1806  | 1822  | 1838  | 1848  | 1858  | 1861  | 1866  |
| ---- | ----- | ----- | ----- | ----- | ----- | ----- | ----- | ----- |
| 985  | 1 165 | 1 259 | 1 200 | 1 325 | 1 302 | 1 192 | 1 540 | 1 159 |

| 1872  | 1876  | 1881  | 1886  | 1891  | 1896 | 1901  | 1906  | 1911  |
| ----- | ----- | ----- | ----- | ----- | ---- | ----- | ----- | ----- |
| 1 141 | 1 117 | 1 274 | 1 270 | 1 358 | 969  | 1 093 | 1 156 | 1 084 |

| 1921 | 1926 | 1931  | 1936  | 1946  | 1954  | 1962  | 1968  | 1975  |
| ---- | ---- | ----- | ----- | ----- | ----- | ----- | ----- | ----- |
| 845  | 977  | 1 034 | 1 065 | 1 084 | 1 233 | 1 583 | 2 517 | 3 585 |

| 1982  | 1990  | 1999  | 2006  | 2007  | 2012  | 2017  | 2022  | - |
| ----- | ----- | ----- | ----- | ----- | ----- | ----- | ----- | - |
| 4 016 | 3 930 | 3 926 | 3 933 | 3 933 | 3 991 | 4 123 | 4 041 | - |

### Enseignement
- École maternelle publique Jean-Rostand ;
- École maternelle publique Amélie-Gex ;
- École élémentaire publique Jean-Moulin ;
- École élémentaire publique Pillet-Will ;
- École maternelle et élémentaire privée Sainte-Thérèse ;
- Collège public Pierre-et-Marie-Curie ;
- Lycée hôtelier privé.

### Médias

#### Radios et télévisions
La commune est couverte par des antennes locales de radios telles que Hot Radio ou encore France Bleu Pays de Savoie. Enfin, la chaîne de télévision locale 8 Mont-Blanc diffuse des émissions sur les pays de Savoie. Régulièrement, l'émission La Place du village expose la vie locale. France 3 et sa station régionale France 3 Alpes peuvent parfois relater les faits de vie de la commune.

#### Presse et magazines
La presse écrite locale est représentée par des titres comme Le Dauphiné libéré, etc.

#### Internet
La ville de Montmélian a été plusieurs fois récompensée pour sa politique Internet par le label « Ville Internet » au début des années 2000.

## Économie

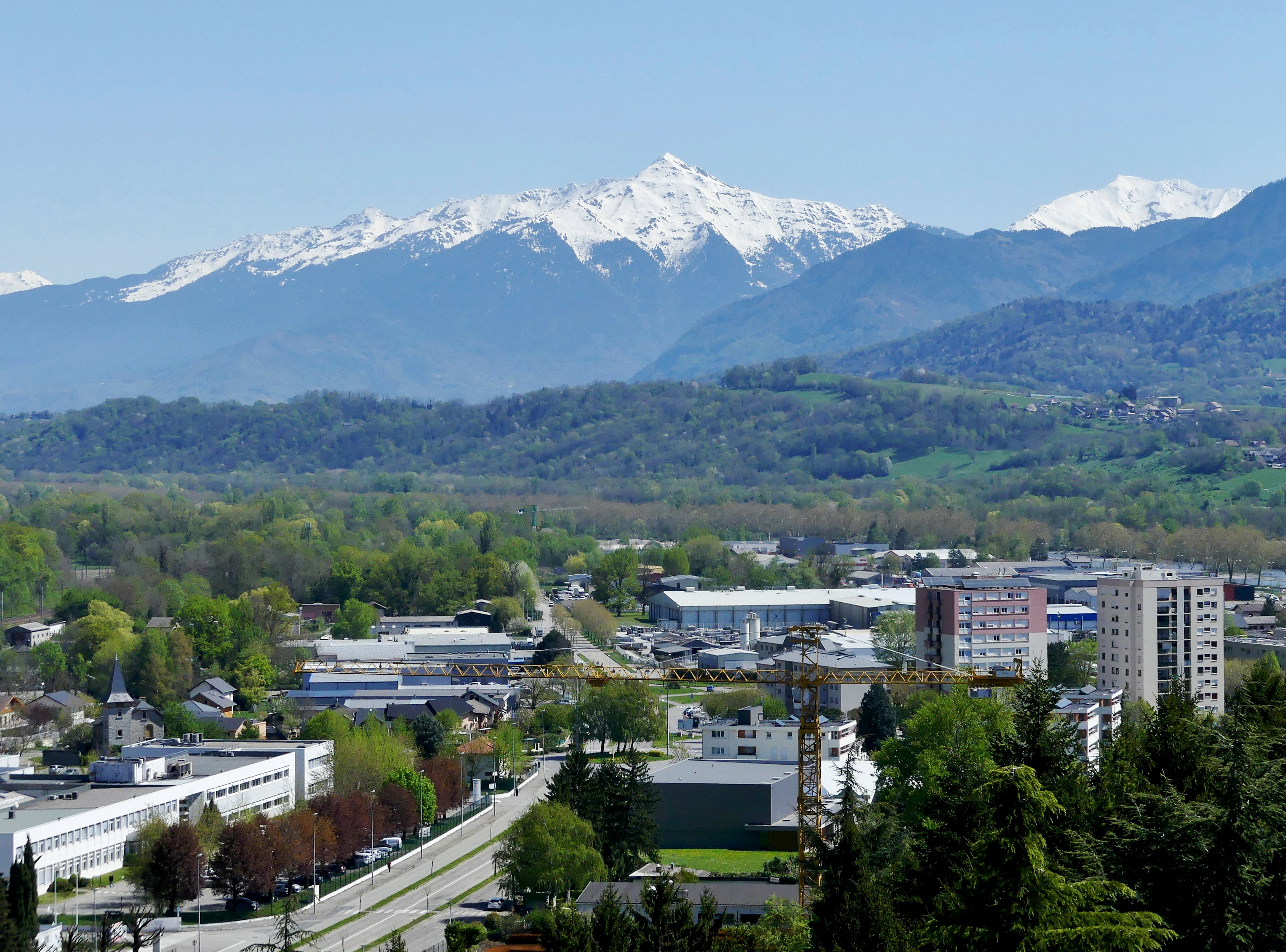
Zone d'activité économique Est.

La commune fait partiellement partie de l'aire géographique de production et transformation du « Bois de Chartreuse », la première AOC de la filière Bois en France,.
Elle comporte six zones d'activité économique (ZAE) : « Vinouva-Caronnière », « Zone Est » et 4 « Zones Sud ».

### Activités
- Édition La Fontaine de Siloé.

### Tourisme
En 2014, la capacité d'accueil de la station, estimée par l'organisme Savoie Mont Blanc, est de 203 lits touristiques répartis dans 14 structures, dont 3 hôtels.

## Culture locale et patrimoine

### Lieux et monuments

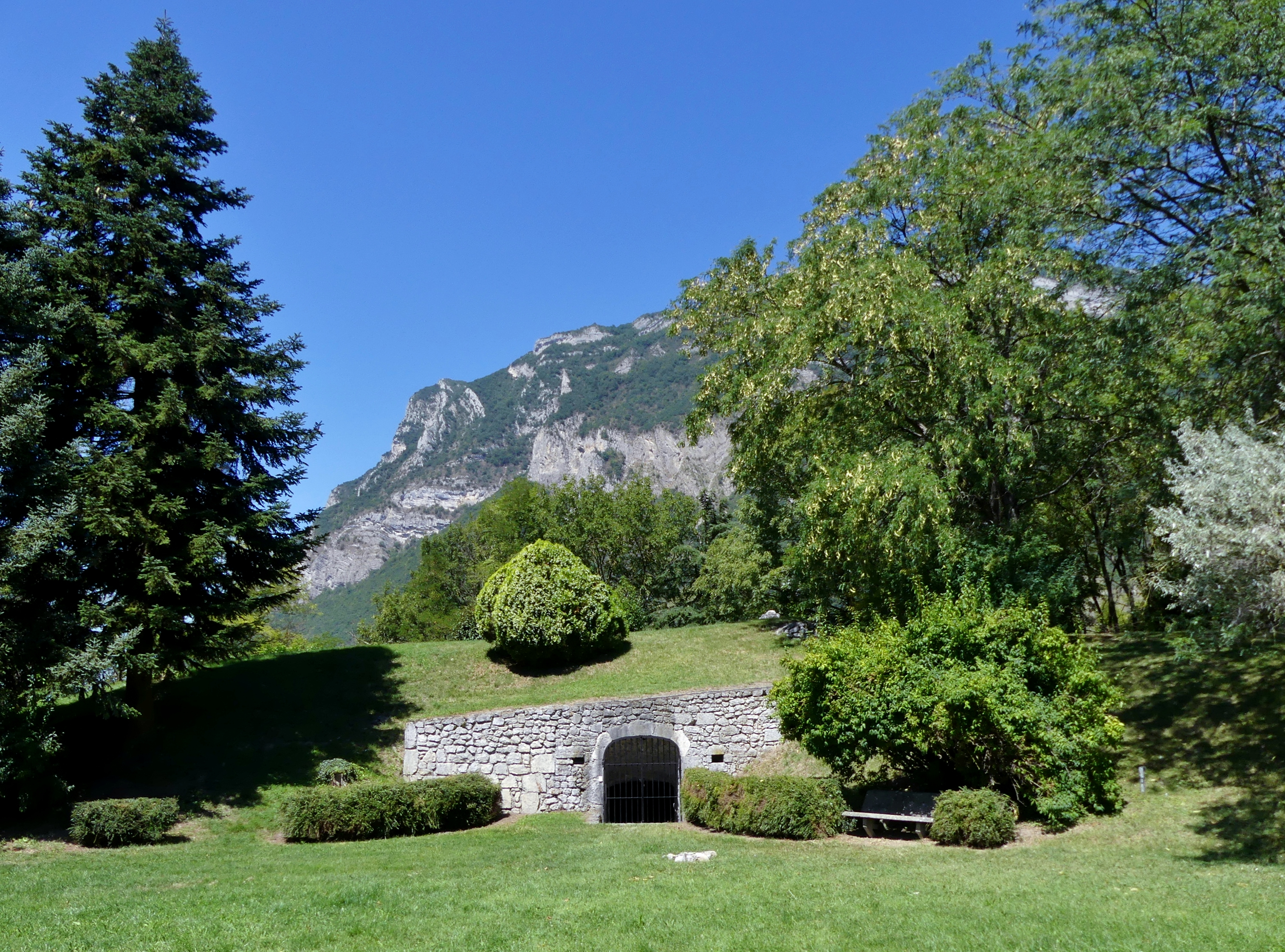
Un des vestiges du fort de Montmélian.

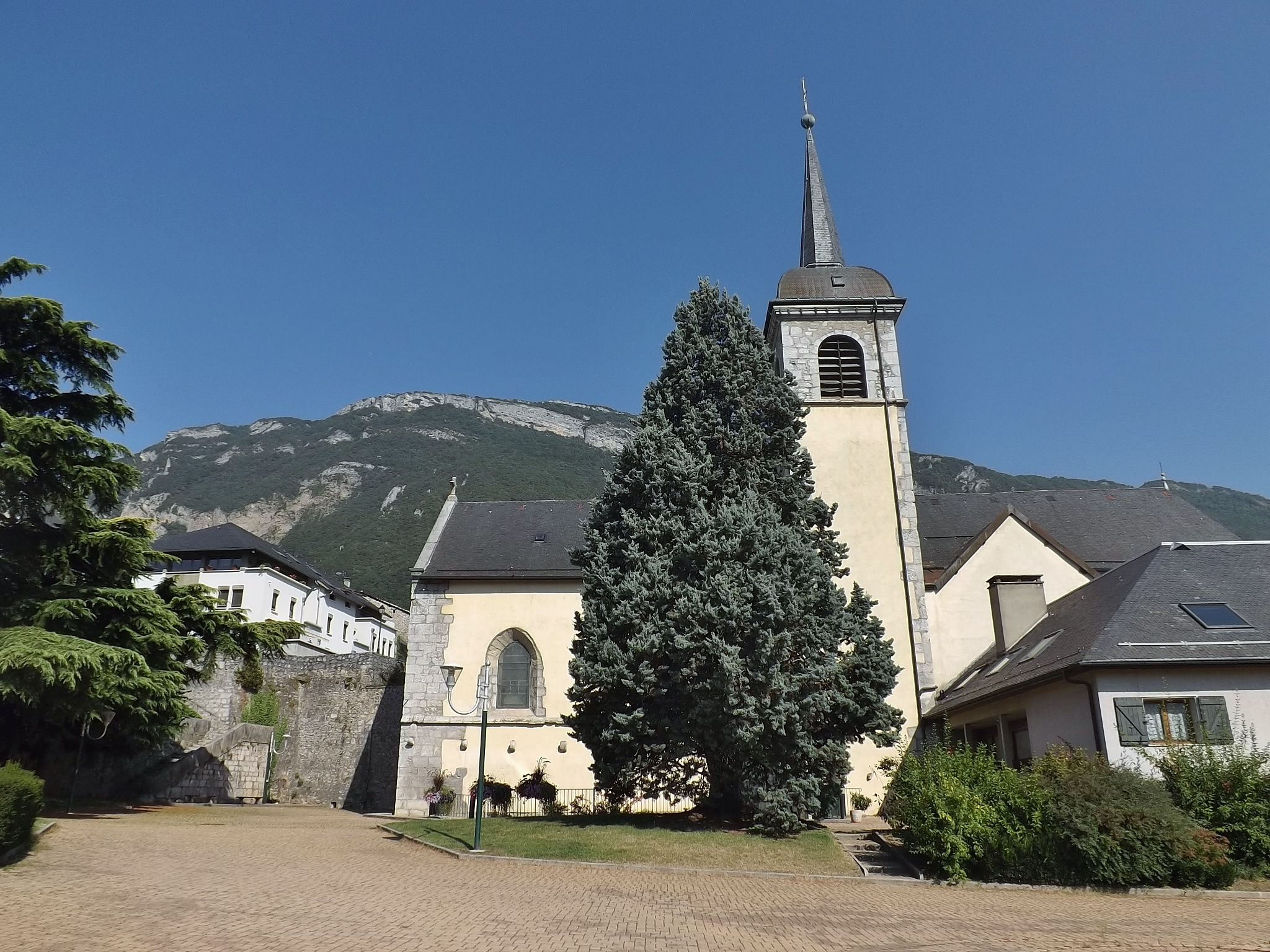
L'église de Montmélian.

Ancien château fort du XIe siècle, siège du bailliage de Savoie puis d'une châtellenie, transformé en forteresse au XVIe siècle, dont il ne subsiste que de maigres vestiges. Situé à 80 m de hauteur, au-dessus du bourg. La citadelle, garante du passage entre le Val du Bourget et le Dauphiné et les vallées intra-alpines de Maurienne et de Tarentaise, fut assiégée par les troupes françaises en 1600 (voir Siège de Montmélian (1600)), en 1630 puis en 1690-91. Elle fut détruite, par ordre du roi de France Louis XIV, en 1706,.
- Château de la Pérouse.

Ancienne maison forte du XIIIe siècle, au Moyen Âge, centre de la seigneurie de La Pérouse et de Chamousset, qui a laissé place à une maison d'habitation du XIXe siècle.
- Vieille ville.
- Hôtel Nicolle de La Place, ancien hôtel de ville de Montmélian  Inscrit MH (1949)[43].
- Couvent des capucins de 1594.
- Hôpital du XVe siècle.
- Église de l'Assomption-de-Notre-Dame du XIVe siècle, rénovée au XVIIIe siècle et au XIXe siècle. Sa chaire à prêcher de marbre polychrome fait l'objet d'un classement depuis le 1er mars 1956[44].
- Pont de l'Isère construit de 1672 à 1684 par François Cuénot et terminé par son fils Nicolas[45].
- Pont Morens  Inscrit MH (1985), construit du XVIIe au XIXe siècle, sur l'Isère, entre Montmélian et La Chavanne[46].

### Patrimoine culturel
- Espace François Mitterrand – saison culturelle : Ouvert en septembre 2003, l’Espace François Mitterrand est un ensemble regroupant un amphithéâtre de 769 places permettant l'accueil de spectacles et de congrès, une salle festive de 500 places avec relais traiteur, un cinéma de 158 places (pouvant également servir pour l’accueil de congrès plus réduits) et cinq salles de réunion modulables pouvant accueillir de 19 à 160 personnes[47].
- Cinéma Charlie Chaplin : classé « art et essai », le Cinéma Charlie Chaplin (154 places) propose des séances trois jours par semaine[48],[49]. La programmation du cinéma est gérée par l’association Grand Écran en partenariat avec Cinébus. Un festival « Du cinéma plein les oreilles » se déroule en mars[réf. souhaitée].
- Médiathèque Victor Hugo[50].
- Musée de la vigne et du vin de Savoie : Montmélian, longtemps qualifiée de « Capitale du vignoble de Savoie »[réf. nécessaire], accueil depuis 1999 le musée dans une ancienne demeure. Labellisé Vignobles & découvertes, géopartenaire du Géoparc du Massif des Bauges, lauréat des Iter Vitis Awards 2019, rénové en 2018-2019. Deux associations ont domicilié leur siège social au musée : le Centre d’ampélographie alpine-Pierre Galet et l’association Apromonde[51].
- Ecole municipale de musique et de danse de Montmélian : installée dans les locaux de l’Espace Léonard de Vinci[52].
- Centre artistique départemental : installé dans les locaux de l’Espace Léonard de Vinci, accueille toute l’année des équipes artistiques pour des temps de création, de répétition et de mise en place technique d’une à trois semaines[53].

### Espaces verts et fleurissement
En 2014, la commune de Montmélian bénéficie du label « ville fleurie » avec « trois fleurs » attribuées par le Conseil national des villes et villages fleuris de France au concours des villes et villages fleuris.

### Personnalités liées à la commune
- Amédée IV de Savoie, né à Montmélian en 1197, mort à dans cette même ville en 1253 fut comte de Savoie, d'Aoste et de Maurienne 1233 à 1253.
- Famille de Bertrand, seigneurs de Montmélian.
- Maisons originaires de la cité : de Noyel de Bellegarde, de La Ravoire, de Rivoire. La maison d'Andrevet, originaire de Bresse est venue s'installer dans la cité.
- Thomas II de Piémont, plus connu sous le nom de Thomas II de Savoie, est né à Montmélian vers 1199 et mort le 7 février 1259 à Chambéry.
- Claude-Louis de Buttet, seigneur de Tresserve (1624-1714), lieutenant-général de l'artillerie du duc de Savoie. Venu en renfort à la tête des milices savoisiennes, lors du siège de Montmélian par les troupes françaises de Louis XIV, dirigées par le maréchal Nicolas de Catinat en 1690. Il participe à la défense du fort avec ses trois fils, qui périrent lors des combats (Léon Ménabréa, Montmélian et les Alpes).
- Louis Le Peletier de Morfontaine, marquis de Montmélian (1730-1799) est l'avant-dernier prévôt des marchands de Paris.
- Comte Michel Frédéric Pillet-Will, né à Montmélian en 1781 mort en 1860. Issu d'une vieille famille de notables, banquier, un des fondateurs de la Caisse d'Épargne et de Prévoyance de Paris (1818), régent de la Banque de France (1828)[55].
- Léon Menabrea (1804-1857), historien savoyard, membre de l'Académie de Savoie, chevalier de l'Ordre des Saints-Maurice-et-Lazare. Auteur de l'étude historique sur Montmélian et les Alpes (1841).
- L'abbé Félix Bernard, né le 17 février 1829 à Montmélian et mort le 26 mars 1972 à Myans, est un prêtre et historien de la Savoie[56].
- François Dumas (1884-1952), sénateur de la Savoie.
- Jean Minjoz (1904-1987), né sur la commune, est un homme politique français.

### Héraldique
| Blason de Montmélian | « De gueules, au chef aussi de gueules chargé d'une croix d'argent. » |

#### XVIIesiècle
- M. de Chamousset, auteur en 1692 d'un journal manuscrit sur le siège de Montmélian par le maréchal de Catinat (reproduit par Léon Ménabréa dans son étude historique).
- Jacques Moreau de Brasey, Journal de la campagne de Piémont pendant l'année 1691, et du siège de Montmélian sous le commandement de Mr de Catinat, Paris, 1692, 206 p. (BNF 30977214)
- Mémoires d'un officier breton à M. de Louvois dans lesquelles sont décrits Montmélian et des travaux de l'armée française sous le maréchal de Catinat, Paris 1698.